# Howard Zieff
Howard Zieff est un réalisateur et producteur américain, né le 21 octobre 1927 à Chicago et mort le 22 février 2009 à Los Angeles.

## Filmographie

### Comme réalisateur
- 1973 : La Chasse aux dollars
- 1975 : Hearts of the West
- 1978 : Appelez-moi docteur (House Calls)
- 1979 : Tendre Combat (The Main Event)
- 1980 : La Bidasse (Private Benjamin)
- 1984 : Faut pas en faire un drame (Unfaithfully Yours)
- 1989 : Une journée de fous (The Dream Team)
- 1991 : My Girl (titre québécois : L'Eté de mes onze ans)
- 1994 : My Girl 2

### Comme producteur
- 1994 : My Girl 2

## Récompenses et distinctions

### Récompenses
- Festival du film d'humour de Chamrousse 1984 : prix de la critique et prix du public pour Faut pas en faire un drame[3].